# Mittelfränkische Eisenbahnbetriebsgesellschaft
Die Mittelfränkische Eisenbahnbetriebs GmbH, auch Mittelfränkische Eisenbahnbetriebsgesellschaft, kurz MEBG, ist ein Eisenbahninfrastrukturunternehmen und Eisenbahnverkehrsunternehmen in Bayern mit Sitz in Wilburgstetten in Mittelfranken. Die MEBG ist Infrastrukturbetreiber der Bahnstrecke Nördlingen–Dombühl.

## Geschichte

### Vorgeschichte
Im Rahmen von Plänen der Bayerischen Eisenbahngesellschaft zu einer Wiederaufnahme des Schienenpersonennahverkehrs auf der Bahnstrecke Nördlingen–Dombühl kontaktierten Vertreter des Freistaats Bayern und des Landkreis Ansbach Heino Seeger von der Tegernsee-Bahn Betriebsgesellschaft. Dieser interessierte sich finanziell für den Betrieb der Strecke und plante bereits 2017 unter dem Arbeitstitel Mittelfränkische Eisenbahnbetriebsgesellschaft die Gründung einer Gesellschaft mit beschränkter Haftung mit Fachleuten und der dafür notwendigen Kapitalbeschaffung.

### Gründung
Die Mittelfränkische Eisenbahnbetriebs GmbH wurde von fünf Gesellschaftern durch den Gesellschaftsvertrag vom 7. März 2019 mit einem Stammkapital von 25.000 Euro und Sitz in Feuchtwangen gegründet und am 8. Mai 2019 beim Amtsgericht Ansbach ins Handelsregister eingetragen. Am 6. August 2019 wurde sie als Eisenbahninfrastrukturunternehmen und Eisenbahnverkehrsunternehmen zugelassen und pachtete danach die Bahnstrecke Nördlingen–Dombühl.

### Mehrheitsübernahme durch Rettenmeier
Der Hauptgüterkunde der Strecke Rettenmeier stieg am 29. Juli 2021 durch eine Kapitalerhöhung um 24.000 Euro mit einer Tochtergesellschaft mit 49 % in das Unternehmen ein und erhöhte 2023 durch Anteilskäufe seinen Anteil auf 71,43 %. 2024 wurde der Unternehmenssitz an den Standort des Rettenmeier-Sägewerks in Wilburgstetten verlegt.